# Bayer Technology Services
Die Bayer Technology Services GmbH (BTS) war ein hundertprozentiges Tochterunternehmen der Bayer AG und wurde im Jahr 2002 gegründet. Geschäftsführer war Dirk van Meirvenne.
Das Unternehmen war technologischer Dienstleister sowohl für den Bayer-Konzern als auch für externe Kunden. BTS bot weltweit ganzheitliche Lösungen entlang des Lebenszyklus von chemischen und pharmazeutischen Anlagen an – von der Entwicklung über Planung und Bau bis hin zur Prozessoptimierung bestehender Betriebe. Die Bayer-Tochter beschäftigte weltweit knapp 2.300 Mitarbeiter im Hauptsitz in Leverkusen und den anderen deutschen Standorten sowie in den Regionalbüros in Belgien, Brasilien, Indien, Mexiko, der Schweiz, den USA, den Vereinigten Arabischen Emiraten und der Volksrepublik China. Im Jahr 2014 betrug der Umsatz rund 480 Millionen Euro.
2016 wurde das Unternehmen aufgelöst und als Unternehmensbereich wieder in die Bayer AG eingegliedert.